# 정2품
정2품은 정1품, 종1품 다음으로 높은 품계이며, 품계 서열은 3위이다. 동반은 문관에 해당하며, 서반은 무관에 해당한다. 오늘날의 장관급에 해당한다.

## 고려
중서문하성(中書門下省)의 평장사(平章事)와 상서성(尙書省)의 좌우복야(左右僕射) 등.

## 조선

### 품계명
- 문관 : 상계 정헌대부(正憲大夫), 하계 자헌대부(資憲大夫)
- 종친 : 상계 숭헌대부(崇憲大夫), 하계 승헌대부(承憲大夫)
- 의빈 : 상계 봉헌대부(奉憲大夫), 하계 통헌대부(通憲大夫)

정2품 문무관의 처는 정부인(貞夫人), 종친의 처는 현부인(縣夫人)이라 하였다.

### 관직
- 의정부: 좌참찬, 우참찬
- 판서: 이조, 호조, 예조, 병조, 형조, 공조
- 대제학: 홍문관, 예문관
- 지사: 중추부, 돈령부, 의금부, 경연청, 춘추관, 성균관, 훈련원
- 한성부: 판윤
- 제조: 비변사, 승문원, 봉상시, 종부시, 사옹원, 내의원, 상의원, 사도시, 사재감, 훈련도감, 어영청, 금위영, 양향청, 훈련원, 군자감, 장악원, 교서관
- 오위도총부: 도총관
- 유수: 광주부, 수원부
- 규장각 : 제거
- 세자시강원: 좌빈객, 우빈객
- 종친부: 군, 지종정경

## 같이 보기
1. ↑  한국민족문화대백과사전